# John McCallum
Pour l’article homonyme, voir John McCallum (homonymie).
John McCallum, né le 9 avril 1950 à Montréal et mort le 21 juin 2025 à Mississauga, est un homme politique, économiste, professeur et auteur canadien.
Il est plusieurs fois ministre dans les cabinets de Jean Chrétien et de Paul Martin, et Ministre de l'Immigration, des Réfugiés et de la Citoyenneté dans celui de Justin Trudeau. En janvier 2017, il accepte le poste d'ambassadeur du Canada en Chine, fonction qu'il exerce jusqu'au 25 janvier 2019, date à laquelle il remet sa démission au premier ministre Justin Trudeau à la demande de celui-ci.

## Biographie
McCallum détient un baccalauréat ès arts du Queens' College de l'université de Cambridge, un diplôme d’études supérieures de l’Université de Paris et un doctorat en économie de l’Université McGill.
Il enseigne l'économie de 1978 à 1994, tout d'abord à l'Université du Manitoba, ensuite à l'Université Simon Fraser puis à l'Université du Québec à Montréal et finalement à l'Université McGill, où il est doyen de la faculté des arts. En 1994, il part travailler à Banque royale du Canada où il est vice-président principal et économiste en chef.
Il est également auteur ou coauteur de huit ouvrages ou monographies, de même que de nombreux articles. Ses écrits portent sur des questions budgétaires et financières, sur les performances comparatives des pays membres de l'OCDE en matière de macroéconomie, sur l’intégration économique Canada/États-Unis et sur d’autres questions relatives à l'économie.
En 2000, il est élu député libéral à la Chambre des communes de la circonscription de Markham. Il est réélu à la Chambre des communes dans la nouvelle circonscription de Markham—Unionville en 2004, 2006, 2008 et 2011.
Tout d'abord nommé en 2002 secrétaire d'État aux Institutions financières internationales, il est appelé à changer de poste la même année et devient ministre de la Défense nationale avant d'être muté au poste de ministre des Anciens Combattants jusqu'à l'élection de 2004. Lors de la formation de son nouveau cabinet, Paul Martin le nomme ministre du Revenu national, et en 2005, il devient concurremment ministre des Ressources naturelles jusqu'à l'élection de 2006. En 2006, Bill Graham le nomme critique libéral en matière de finances. Il prête également intention de se porter candidat au congrès d'investiture du parti, mais il donne finalement son appui à Michael Ignatieff.
Lors des élections d'octobre 2015, il est réélu à la Chambre des communes dans une nouvelle circonscription, Markham—Thornhill.
En février 2016, il présente le projet de loi C-6 visant à abroger la loi mise en place par les conservateurs en 2015 appliquant la déchéance de citoyenneté aux Canadiens binationaux reconnus coupables de terrorisme, espionnage ou encore de trahison et qui rétablira dans sa nationalité canadienne la seule personne qui en avait été déchue en 2015, expliquant « Cette loi a créé deux classes de Canadiens et nous croyons fortement qu'il n'y a qu'une classe de Canadiens et que tous les Canadiens sont égaux. »
Lors du remaniement ministériel de janvier 2017, il quitte le conseil des ministres et abandonne son siège au parlement pour accepter le poste d'ambassadeur en Chine, où il est nommé officiellement le 10 mars 2017. À ce titre, il suggère en janvier 2019, lors de l'arrestation au Canada de Meng Wanzhou, vice-présidente de Huawei, que les États-Unis utilisaient l’extraterritorialité comme une arme ; devant la tempête de critiques soulevée par ces commentaires, il présente des excuses publiques, et doit remettre sa démission.
John McCallum meurt le 21 juin 2025 à l'hôpital Credit Valley (en) de Mississauga, à l'âge de 75 ans,.